# 시대전환
시대전환(時代轉換, Transition Korea)은 이원재 LAB2050 대표와 조정훈 아주대학교 통일연구소장이 2020년 2월 23일 창당한 대한민국의 실용주의 정당이다. 박유진 실장, 최병현 컨설턴트, 정대진 교수, 홍석빈 교수, 김중배 기자, 김도훈 대표 등 40여명의 3040세대 전문가들이 문제해결 정치를 추구하며, 이념대립에서 벗어나 좌와 우를 넘나들며 실용을 추구하는 '생활진보플랫폼'을 지향한다. 원내정당으로써 유일하게 중도주의를 표방한 정당이다.
경제와 안보 분야에서 진보적 패러다임 하의 실용주의 노선을 지향한다. 조정훈 공동대표는 "경제정책의 기본은 시장을 다루는 것이고 부동산의 구조적 문제인 '뿌리'를 바로잡는 목표가 있어야 한다."며 "IMF 이후 억지로 받아들인 신자유주의에 대한 시대전환이 필요하다."고 지적했다. 이들은 기본소득제 도입을 주장하면서 동시에 남북관계에 대해서도 새로운 패러다임을 제시한다.
출범식에서 김종인 이외에도 보수, 중도, 진보 가릴 것 없이 많은 정치인들이 대거 참석했다. 한편, 시대전환은 대한민국 최초의 플랫폼 정당을 추구하며 수많은 거대 정치 세력의 러브콜을 거절하고 있다. 거대양당의 파워 게임 속에서 기존 인물 중심 정치를 벗어나 의제 중심 정치를 지향하며 새로운 정치판을 구축하는 데 앞장서고 있다.
2023년 국민의힘과 합당하였다.

## 정책

### 경제

#### 기본소득
시대전환에서 제안하는 '국민기본소득제'는 대한민국 국민이라면 남녀노소 불문하고 누구나 최소 월 30만원부터 최대 60만원까지 지급받을 수 있는 제도를 말하며, 2021년 30만원을 시작으로 점진적으로 늘려 2028년에는 60만원을 지급하는 계획이다.
기본 소득은 이미 여러나라에서 논의 되었고 다양한 맥락에서 실험되어 왔지만, 시대전환에서 설명하는 기본 소득이 대한민국에 필요한 이유는 다음과 같다.
첫째, 대한민국은 소득불평등이 큰 나라이다.
둘째, 가계 소득 부진이 가계 소비 부진으로 이어진다.
셋째, 지난 세대에서 일반적이었던 호봉제 일자리를 통해 얻는, 남성 가장 1인의 소득으로 4인 가구가 생활하는 시스템이 무너지고 있다. 이에 더해 저출산 현상이 나타나고 있다.
넷째, 경제의 발전과 급격한 산업의 변화로 인해 일자리의 안정성이 줄어들고 있다.
한편, 기본소득은 모든 사람에게 현금을 지급하는 정책이기 때문에 이를 실현하는데 필요한 막대한 재원이 비판받는 경우가 있다. 이에 대해 시대전환은 누진성을 강화하는 조세개혁을 통해 국민기본소득제도를 실현하고자 한다. 일부 고소득계층이 순수하게 세금을 더 내고 중상위 이하 소득층은 누진성이 강화된 세금보다 받게 되는 기본소득이 더 많으므로 소득이 증가한다. 구체적으로는 2021년 모든 국민에게 월 30만원을 지급한다면 전 국민의 88%가 혜택을 받게 된다고 한다.

#### 규제개혁
시대전환은 스타트업을 포함한 많은 한국 기업들이 규제로 인해 혁신을 도모하지 못하고 있다는 문제의식을 가지고 있다. 그동안 한국 기업들의 성장 전략은 미국, 일본, 독일 등의 선진국 선도기업들을 벤치마킹하여 추격해가는 ‘패스트 팔로워' 전략이었지만 4차 산업혁명 시대에는 시장과 기술을 선도하는 ‘퍼스트 무버(First Mover)’가 되어야 하며, 이를 위해서는 혁신이 필요하다는 것이 그 이유이다.
시대전환은 스타트업 진입장벽 철폐, 사회적경제/비영리단체 활동 촉진, 프리랜서/자영업자 사회보장 강화를 위한 정책을 주장한다.
시대전환은 아래와 같은 규제개혁을 추진하고자 한다.
첫째, 부분적 규제 완화가 아닌 혁신적 규제 개혁을 추구한다.
둘째, 현재의 포지티브(positive)규제를 네거티브(negative)규제로 개혁한다. 또한 규제의 총량을 줄이되 규제의 질을 개선하여 기업이 합리적으로 받아들일 수 있는 규제 개혁을 추구한다.
셋째, 스타트업이 사적 법인이나 개인투자자 등 다양한 민간자본으로부터 용이하게 투자를 받을 수 있는 환경을 조성하고, 기업 등 다양한 경제 주체에게 용이하게 인수인계(M&A)되거나 기업공개(IPO)가 되어 창업자들로 하여금 투자자금의 회수를 용이하게 할 수 있는 기업환경을 만들고자 한다.
넷째, 지방정부로 사업 인허가 권한을 대폭 이양하고, 블록체인 등을 통해 행정의 투명성과 효율성을 증진시키며, 민간영역 내의 정부사업을 개혁하여 대한민국의 ‘디지털 자치와 분권 생태계’를 구축하고자 한다.
다섯째, 경제, 평생교육, 복지, 통신 등에 있어서 국민의 기본권을 확대, 신장시키고 ‘디지털 기본권’을 신설하여 보장하도록 하는 등 디지털 기반의 사회안전망을 두텁게 구축하여 국민의 디지털기본권을 강화하고자 한다.
여섯째, 가상자산 금기 정책을 폐기하고 AI 기반의 전자정부를 도입, 빅테이터 활용 기업 및 로봇생산 기업, 생명과학활용 기업, 환경친화 기업 등을 우대하는 등 4차 산업기술 기반의 정부개혁을 추진하며, 빅데이터 및 머신 러닝 등의 기술을 통한 정부 부처 융합, 오픈 데이터 정책 등을 추진한다.
일곱째, 혁신적인 산업의 경우 다양한 이해관계인과 다양한 정부 부처가 관여되어 있는 현 상황에서 각 정부 부처가 긴밀하게 논의하고 조정하여 새로운 혁신 산업의 성장 동력이 끊기지 않도록 하고 새로운 산업의 등장으로 인하여 소외되거나 현실적인 불이익을 받게 되는 이해관계인과의 갈등을 최소화 시키기 위해서 사회적 대타협을 통한 상생 기업생태계를 조성하고자 한다.

### 정치

#### 정부혁신
첫째, 시민들이 의견을 내고 다양한 전문가들과 논의할 수 있는 플랫폼을 통해 설정된 의제가 당을 통해 법안과 정책으로 실현될 수 있는 정치 시스템을 만들고자 한다.
둘째, 계급제 공무원제도 폐지, 개방직 공무원 확대

#### 대북정책, 좋은 이웃론
시대전환이 제안하는 대북 정책은 기존의 대북 정책과 지향점에서 차이가 있다. 기존의 대북 정책은 민족 동질성 회복과 단일국가 통일을 목표로 한 ‘민족공동체통일방안'을 공식적으로 제시하고 있다.  
시대전환은 북한을 통일 대상인 같은 민족으로만 바라보는 것이 아니라 같은 뿌리의 이웃국가로 인식해야 한다고 주장한다. 규범상 한 민족이지만 사실상 두 국가인 현실을 인정하고 평화정착을 추진하는 통일을 지향한다. 또한 통일지상주의적인 대북접근이 아닌 평화를 지지하고 확고히 하는 통일을 주장하고 있다. 

시대전환에서 제안하는 대북정책의 세 가지 원칙은 아래와 같다.
첫째, 힘의 균형 유지 원칙. 자주국방, 한미동맹 강화를 기반으로 북한의 도발을 억제하고 진지한 대화를 촉구해야 한다.
둘째, 남북 상생의 원칙. 기존의 일방적인 지원이 아닌 투자를 통해 협력과 번영의 파트너가 되기 위해 노력한다.
셋째, 상호 존중의 원칙. 국제 기준과 상식에 어긋나는 발언과 행동을 서로 자제하며, 대화와 협력을 통한 상호 존중과 소통을 이어나간다.

## 주요 선거 결과

### 국회의원 선거
- 제21대 국회의원 선거에서 비례대표는 더불어시민당에 후보를 냈다.

### 지방선거
|  | 0% |

|  | 0% |

|  | 0% |

|  | 0% |